# Juan Francisco Bulnes
Juan Francisco Bulnes est une municipalité du Honduras, située dans le département de Gracias a Dios.
Elle est fondée en 1996 et comprend 7 villages et 47 hameaux.

## Crédit d'auteurs
- (en) Cet article est partiellement ou en totalité issu de l’article de Wikipédia en anglais intitulé « Juan Francisco Bulnes » (voir la liste des auteurs).